# Wayao

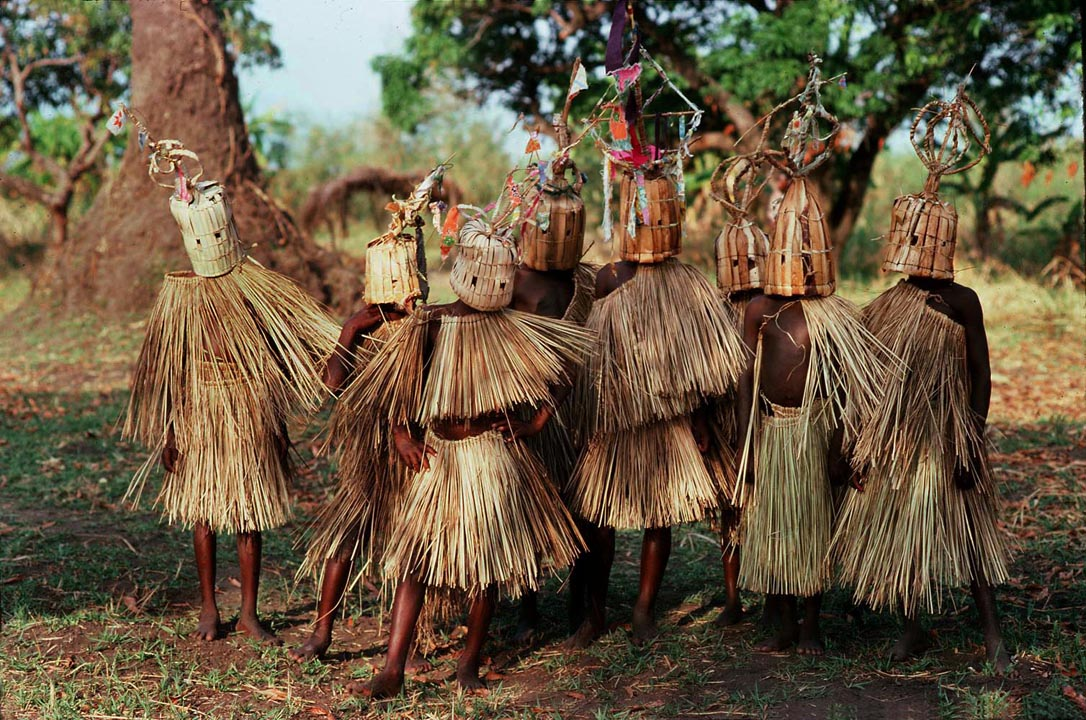
Yao-Jungen bei Initiationsritual in Malawi

Die Wayao oder Yao (zur deutschen Kolonialzeit auch: Wajao oder Jao) sind eine ethnisch-linguistische Gruppe in der Region des Malawisees, mit etwa einer Million Angehörigen in Malawi und jeweils etwas weniger als einer halben Million in Nordmosambik und im Süden Tansanias. Ihre Sprache ist die Bantusprache Yao, auch Chiyao genannt.

## Geschichte

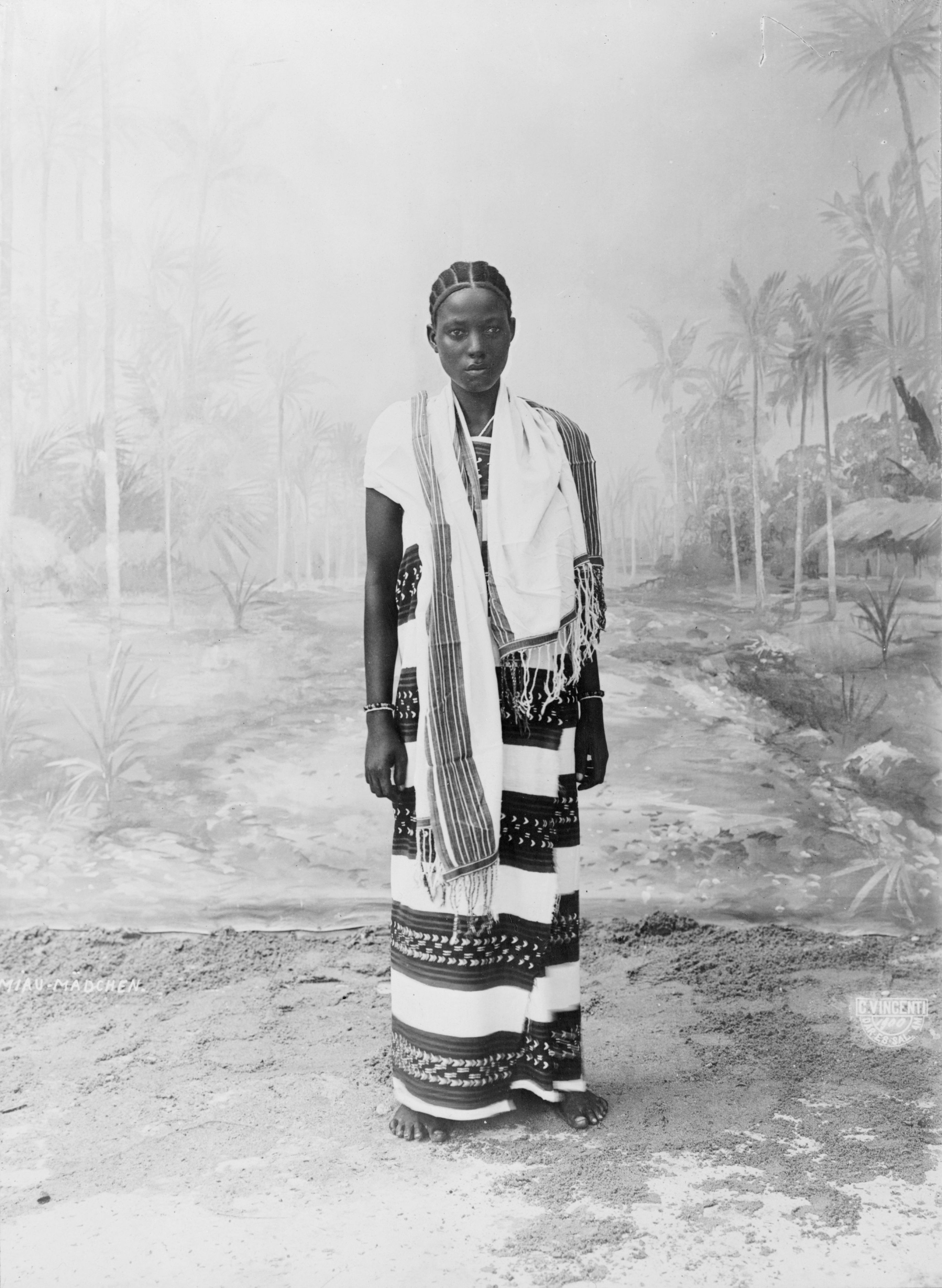
Junge Frau der Wayao in Deutsch-Ostafrika, fotografiert von Carl Vincenti, 1900

Die Wayao kamen um 1830–1860 in das heutige Malawi und waren als Händler zwischen den Völkern im Binnenland und den Arabern und Swahili an der ostafrikanischen Küste tätig. Sie betrieben Handel mit Bienenwachs und Elfenbein und insbesondere auch Sklavenhandel in Zusammenarbeit mit den Swahili, was sie mit den vordringenden europäischen Kolonialmächten in Konflikt brachte. Die von ihnen als Sklaven verkauften Menschen waren zum Teil auch Angehörige des eigenen Volkes, wie der US-amerikanische Ethnologe Horatio Hale anhand von Yao-Sprechenden aus der südamerikanischen Stadt Rio de Janeiro nachwies. Yao-Sklaven gelangten auch in das heutige Somalia, wo sie zusammen mit Sklaven aus anderen Volksgruppen die Vorfahren der somalischen Bantu wurden.
Die Wayao bildeten nie eine politische Einheit, sondern waren in unabhängigen Stammesfürstentümern (Chiefdoms) unter wirtschaftlich-militärischen Führern organisiert. Bis 1900 hatten portugiesische, britische und deutsche Kolonisatoren ihr Gebiet unter ihre Kontrolle gebracht.
Zu Beginn des 20. Jahrhunderts siedelten die Wayao auf dem Gebiet von Deutsch-Ostafrika im Süden der Kolonie westlich des Makondeplateaus, am Fluss Mbwemburu sowie vom mittleren Rovuma bis zum südlichen Malawisee und Shire hinunter. Ihr Anteil der Bevölkerung im Bezirk Lindi wurde 1905 auf 26000 geschätzt, deren lokales Oberhaupt Matola seine Residenz Ntschingulungulu bewohnte. Während des Maji-Maji-Aufstands von 1905 bis 1907 verhielt sich die Volksgruppe den Deutschen gegenüber loyal.

## Lebensweise und Kultur
Vorherrschende Religion der Wayao ist der Islam, daneben sind auch die animistische Primärreligion und das Christentum verbreitet.
Die Wayao leben in Dörfern mit etwa 75 bis 100 Personen, die traditionellen Dorfoberhäuptern unterstehen. Das Amt des Oberhauptes wird matrilinear vererbt, sodass üblicherweise der Erstgeborene von der ältesten Schwester nachfolgt. Nach der Heirat zieht der Mann in das Dorf der Frau. Jährlich werden Initiationsrituale durchgeführt, welche die Beschneidung der Jungen beinhalten. Ursprünglich wurden bei diesen Zeremonien die Geister der Ahnen verehrt, heute werden sie mit islamischen Elementen verbunden.
Lebensgrundlage der Wayao ist der Ackerbau, der die Grundnahrungsmittel Mais und Sorghum sowie in Malawi Tabak als Cash Crop hervorbringt. In Gebieten an Seen und größeren Flüssen ergänzt Fisch die Ernährung.